# Iłowa
Iłowa là một thị trấn thuộc huyện Żagański, tỉnh Lubuskie ở tây Ba Lan. Thị trấn có diện tích 10 km². Đến ngày 1 tháng 1 năm 2011, dân số của thị trấn là 3982 người và mật độ 434 người/km².